# Cyriocosmus
Genre
Synonymes
- Erythropoicila Fischel, 1927
- Pseudohomoeomma Mello-Leitão, 1930

Cyriocosmus est un genre d'araignées mygalomorphes de la famille des Theraphosidae.

## Distribution
Les espèces de ce genre se rencontrent  en Amérique du Sud et à Trinité-et-Tobago.

## Habitat
Les Cyriocosmus vivent dans les lieux chauds et humides. Elles habitent des petits terriers creusés par elles-mêmes qu'elles dissimulent sous un mince tapis de soie. Cette toile sert à avertir la mygale qu'un intrus ou une proie potentielle se déplace à proximité.

## Description
Les espèces de Cyriocosmus mesurent de 10 à 32 mm.
Ces mygales sont appelées "mygales naines", elles se distinguent par leur variété de couleurs mais surtout pour leur très petite taille par rapport aux autres mygales, bien que cette dernière caractéristique n'est pas unique à ce genre. Elles ont une envergure moyenne de 3 à 5 centimètres à l'âge adulte. Elles sont généralement ornées de motifs colorés parfois aux couleurs métalliques ce qui en fait des espèces très appréciées dans le milieu des collectionneurs.
Elles ont un comportement généralement assez nerveux et ont tendance à fuir et à se cacher. Par contre, elles ne sont pas agressives et leur venin n'a pratiquement aucun effet sur les humains.
Les Cyriocosmus se nourrissent exclusivement d'insectes. Malgré leur petite taille, elles sont dotées d'un force considérable leur permettant de s'attaquer à des proies légèrement plus grosses qu'elles.

## Liste des espèces
Selon World Spider Catalog (version 25.5, 06/08/2024) :
- Cyriocosmus aueri Kaderka, 2016
- Cyriocosmus bertae Pérez-Miles, 1998
- Cyriocosmus bicolor (Schiapelli & Gerschman, 1945)
- Cyriocosmus blenginii Pérez-Miles, 1998
- Cyriocosmus elegans (Simon, 1889)
- Cyriocosmus fasciatus (Mello-Leitão, 1930)
- Cyriocosmus fernandoi Fukushima, Bertani & Silva, 2005
- Cyriocosmus foliatus Kaderka, 2019
- Cyriocosmus giganteus Kaderka, 2016
- Cyriocosmus hoeferi Kaderka, 2016
- Cyriocosmus itayensis Kaderka, 2016
- Cyriocosmus leetzi Vol, 1999
- Cyriocosmus nicholausgordoni Kaderka, 2016
- Cyriocosmus nogueiranetoi Fukushima, Bertani & Silva, 2005
- Cyriocosmus paredesi Kaderka, 2019
- Cyriocosmus paresi Moeller, Galleti-Lima & Guadanucci, 2024
- Cyriocosmus perezmilesi Kaderka, 2007
- Cyriocosmus peruvianus Kaderka, 2016
- Cyriocosmus pribiki Pérez-Miles & Weinmann, 2009
- Cyriocosmus ritae Pérez-Miles, 1998
- Cyriocosmus sellatus (Simon, 1889)
- Cyriocosmus venezuelensis Kaderka, 2010
- Cyriocosmus versicolor (Simon, 1897)
- Cyriocosmus williamlamari Kaderka, 2016

## Systématique et taxinomie
Ce genre a été décrit par Simon en 1903 dans les Aviculariidae.
Pseudhomoeomma a été placé en synonymie par Gerschman et Schiapelli en 1973.
Erythropoicila a été placé en synonymie par Raven en 1985.

## Publication originale
- Simon, 1903 : Histoire naturelle des araignées. Paris, vol. 2, p. 669-1080 (texte intégral).